# Neith (lune)
Pour les articles homonymes, voir Neith (homonymie).

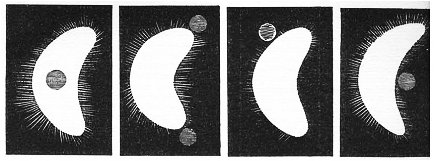
Dessins de Fontana montrant les illusions qu'il a aperçues autour de Vénus.

Neith est le nom donné à un satellite supposé de Vénus dont il fut prouvé plus tard qu'il n'était que le fruit d'une illusion d'optique.

## Premières observations alléguées
En 1645, l'astronome italien Francesco Fontana déclara avoir découvert un satellite autour de Vénus. Cassini affirma l'avoir observé deux fois (en 1672 et en 1686, date à laquelle il fit une annonce officielle). James Short le repéra en 1740, Andreas Mayer en 1759, Lagrange l'aperçut en 1761 et déclara que l'orbite de l'objet était perpendiculaire à l'écliptique. Les observations se multiplièrent (18 en 1761, 8 en 1764...). Au contraire, d'autres astronomes célèbres échouèrent dans leur tentative à l'observer (William Herschel en 1768).
Le mathématicien allemand Johann Heinrich Lambert calcula son orbite en 1773, estimant sa période de révolution à 11 jours et 3 heures.

## Premières réfutations
En 1766, le directeur de l'observatoire de Vienne émit l'hypothèse que les observations de la lune de Vénus ne sont que des illusions d'optique : la lumière de Vénus, (très brillante) s'imprimant sur la rétine et la renvoyant au télescope sous la forme d'une image secondaire plus petite.
En 1884, Jean-Charles Houzeau, ancien directeur de l'observatoire royal de Bruxelles a suggéré que la « lune » était en fait une planète qui orbiterait le Soleil tous les 283 jours. Cette planète serait en conjonction avec Vénus tous les 1 080 jours, (ce qui semblait correspondre aux observations enregistrées). C'est Houzeau qui appela l'objet Neith (d'après le nom d'une déesse égyptienne).
En 1887, l'académie des Sciences de Belgique publie un document signé par Paul Stroobant qui étudie chaque observation de Neith pour l'année, elle conclut en déterminant que pour chaque cas il y a eu confusion avec la présence d'une étoile proche.

## Réfutation définitive
Dans la seconde moitié du XXe siècle, les sondes soviétiques et américaines ont définitivement infirmé l'existence de cet hypothétique objet.

## Quasi-satellite
(524522) Zoozve est un astéroïde découvert le 11 novembre 2002 par Brian Skiff. Il est plus connu pour être le premier quasi-satellite connu de Vénus.